# The John's Guerrilla
The John's Guerrilla（ザ・ジョンズ・ゲリラ）は、日本の5人組ロックバンド。

## 概要
2004年 結成。 Leo （G./Vo.） Ryoji（G.） Kaname （B.）Junichi (Dr.) からなるロックバンド。

2007年、渋谷を中心に活動を開始。ドアーズ、ビートルズ～オアシス、カサビアン等、時代を超えたロックジャイアント達を連想させるガレージ×サイケデリックなサウンドは、圧倒的な存在感を放つ。
またサウンドだけでなく、60’s/70’sの多様なカルチャーやアートからインスパイアされ、ファッション界をも巻き込んだそのスタイルは同世代のロックバンドとは完全に一線を画した存在として一部の“ロックうるさ方”から熱烈な支持を受ける。

2008年、ファーストシングル「SHOOT THE RADIO」リリース。

2009年、THE BAWDIES、The Mirraz、a flood of circle、Veni Vidi Viciousらと共に所謂“ジャパニーロックンロールリヴァイヴァルムーブメント”を巻き起こし、同シーンの旗手と目された彼らは、前述のバンドらと共に話題のコンピレーションアルバムに収録されたり、音楽シーンに留まらず多数のメディアに取り上げられたりと注目を浴びる。
同年ファーストアルバム「SEIZE THE TIME」、シングル×ライブ盤「MIDNIGHT HOOLIGAN～GET ROUSE　＆　LIVE AT SHINJUKU LOFT」と立て続けにリリース。

2010年、プロデューサーに會田茂一を迎えたミニアルバム「UNITED DIAMOND」をリリース。また、バンドを逸れたところでは同年に、ボーカルのLeoが中心となり、下北沢にリハーサルスタジオ「STUDIO FAMILIA」を設立。STUDIO　FAMILIAはLeoとTHEラブ人間のツネ・モリサワが中心となって運営。
ここにはカメラマン、映像作家、役者、等々クリエイターが集っている。これをLeoは、「L.Aのヒップホップアーティスト集団“オッド・フューチャー（Odd Future Wolf Gang Kill Them All）”のようなイメージ。STUDIO FAMILIAから色んなことを放っていきたい」と語る。
この所謂“ストリートミュージック発信基地”「STUDIO FAMILIA」もまた、その在り方が話題となり他方メディアに取り上げられる。
また2013年、タバコのSeven StarsのStar Fes.Editionとして限定パッケージとして登場。

## メンバー
- Leo   　 ボーカル　ギター
- Ryoji 　 ギター
- Takurow  　ベース
- Kahdio 　ドラム
- Matsucop  　シンセサイザー

## ディスコグラフィー

### アルバム
- Seize The Time (2009年7月8日）
- UNITED DIAMOND(2010年7月21日)
- ALL POWER TO THE PEOPLE(2012年7月4日）
- DIGITAL HEROIN(2016年５月25日）

### シングル
- Shoot The Radio/Shadow Disco (2008年6月25日)
- Midnight Hooligan~Get Rouse&live Tracks@09.9.3 Shinjuku Loft~(2009年11月4日)

### その他
- UNDER CONSTRUCTION 〜rock'n'roll revival from Tokyo!!!〜（2009年1月7日）
- 69★TRIBE Cupid Honey Traps(2009年4月22日）
- NEXT ROCK ON -ROCK’N ROLL REVIVAL [Limited Edition](2009年2月18日)